# Puchar Świata w skokach narciarskich w Predazzo
Puchar Świata w skokach narciarskich w Predazzo po raz pierwszy został rozegrany w sezonie 1989/90. W pierwszym konkursie wygrał, ku uciesze gospodarzy, Roberto Cecon. Drugie zmagania zakończyły się zwycięstwem Františka Ježa z Czechosłowacji. Walka o Kryształową Kulę powróciła na Trampolino Dal Ben w sezonie 1991/92. Konkursy były rozgrywane pod dyktando Austriaków - indywidualnie najlepszy był Martin Höllwarth, drużynowo ich reprezentacja. Rok później Austriacy znów byli najlepsi w konkursie drużynowym, a zawody indywidualne wygrał Japończyk Noriaki Kasai. Od następnego sezonu w Predazzo rozgrywano tylko jedne zawody Pucharu Świata. W grudniu 1993 najlepszy był Niemiec Jens Weißflog. Rok później wysokie temperatury powietrza storpedowały plany organizatorów i konkurs na Trampolino Dal Ben nie doszedł do skutku. W sezonie 1995/96 najlepszy w Predazzo okazał się fin Mika Laitinen. Następne zawody Pucharu Świata we Włoszech rozegrano dwa lata później. Tak jak ostatnio, znów najlepszym zawodnikiem był fin, tym razem Jani Soininen. W 1998 w zawodach triumfował Niemiec Martin Schmitt. W sezonie 1999/00 ponownie na Trampolino Dal Ben rozegrano dwa konkursy. W obu zwyciężył Austriak Andreas Widhölzl. Podobnie triumfował Adam Małysz w 2001 roku. Ostatnie do tej pory zawody Pucharu Świata w Predazzo rozegrano w styczniu 2008. Oba konkursy zakończyły się zwycięstwem norweskiego skoczka, Toma Hilde.
Kolejne konkursy Pucharu Świata w Predazzo odbyły się w lutym 2012 roku w ramach próby przed Mistrzostwami Świata. Miesiąc wcześniej na normalnym obiekcie rozegrano zawody pań.

## Podium poszczególnych konkursów PŚ w Predazzo

### Mężczyźni
| Lp  | Data             | Skocznia           | K/HS  | Uwagi | 1. miejsce                                                                                   | 2. miejsce                                                                             | 3. miejsce                                                                             |
| --- | ---------------- | ------------------ | ----- | ----- | -------------------------------------------------------------------------------------------- | -------------------------------------------------------------------------------------- | -------------------------------------------------------------------------------------- |
| 1.  | 16 lutego 1990   | Trampolino Dal Ben | K90   | —     | Roberto Cecon                                                                                | Jens Weißflog                                                                          | Virginio Lunardi                                                                       |
| 2.  | 18 lutego 1990   | Trampolino Dal Ben | K120  | —     | František Jež                                                                                | Ernst Vettori                                                                          | Stefan Zünd                                                                            |
| 3.  | 10 stycznia 1992 | Trampolino Dal Ben | K90   | —     | Martin Höllwarth                                                                             | Mikael Martinsson                                                                      | Staffan Tällberg                                                                       |
| 4.  | 12 stycznia 1992 | Trampolino Dal Ben | K120  | druż. | Austria 1. Werner Rathmayr · 2. Ernst Vettori · 3. Martin Höllwarth · 4. Andreas Felder      | Finlandia 1. Vesa Hakala · 2. Ari-Pekka Nikkola · 3. Raimo Ylipulli · 4. Toni Nieminen | Szwajcaria 1. Yvan Vouillamoz · 2. Martin Trunz · 3. Sylvain Freiholz · 4. Stefan Zünd |
| 5.  | 23 stycznia 1993 | Trampolino Dal Ben | K120  | —     | Noriaki Kasai                                                                                | Franci Petek                                                                           | Yūji Ashimoto                                                                          |
| 6.  | 24 stycznia 1993 | Trampolino Dal Ben | K120  | druż. | Austria 1. Stefan Horngacher · 2. Ernst Vettori · 3. Werner Rathmayr · 4. Andreas Goldberger | Niemcy 1. Christof Duffner · 2. Gerd Siegmund · 3. Dieter Thoma · 4. Jens Weißflog     | Japonia 1. Yūji Ashimoto · 2. Akira Higashi · 3. Masahiko Harada · 4. Noriaki Kasai    |
| 7.  | 14 grudnia 1993  | Trampolino Dal Ben | K90   | nocny | Jens Weißflog                                                                                | Espen Bredesen                                                                         | Andreas Goldberger                                                                     |
| 8.  | 14 grudnia 1994  | Trampolino Dal Ben | K120  | [ b ] | odwołany                                                                                     | odwołany                                                                               | odwołany                                                                               |
| 8.  | 12 grudnia 1995  | Trampolino Dal Ben | K90   | —     | Mika Laitinen                                                                                | Ari-Pekka Nikkola                                                                      | Andreas Goldberger                                                                     |
| 9.  | 6 grudnia 1997   | Trampolino Dal Ben | K90   | nocny | Jani Soininen                                                                                | Primož Peterka                                                                         | Andreas Widhölzl                                                                       |
| 10. | 8 grudnia 1998   | Trampolino Dal Ben | K120  | nocny | Martin Schmitt                                                                               | Kazuyoshi Funaki                                                                       | Noriaki Kasai                                                                          |
| 11. | 4 grudnia 1999   | Trampolino Dal Ben | K120  | nocny | Andreas Widhölzl                                                                             | Martin Schmitt                                                                         | Andreas Goldberger                                                                     |
| 12. | 5 grudnia 1999   | Trampolino Dal Ben | K120  | nocny | Andreas Widhölzl                                                                             | Jani Soininen                                                                          | Matti Hautamäki                                                                        |
| 13. | 21 grudnia 2001  | Trampolino Dal Ben | K120  | nocny | Adam Małysz                                                                                  | Andreas Widhölzl                                                                       | Simon Ammann                                                                           |
| 14. | 22 grudnia 2001  | Trampolino Dal Ben | K120  | nocny | Adam Małysz                                                                                  | Simon Ammann                                                                           | Andreas Widhölzl                                                                       |
| 15. | 12 stycznia 2008 | Trampolino Dal Ben | HS134 | nocny | Tom Hilde                                                                                    | Sigurd Pettersen                                                                       | Wolfgang Loitzl                                                                        |
| 16. | 13 stycznia 2008 | Trampolino Dal Ben | HS134 | —     | Tom Hilde                                                                                    | Thomas Morgenstern                                                                     | Anders Jacobsen                                                                        |
| 17. | 4 lutego 2012    | Trampolino Dal Ben | HS134 | nocny | Gregor Schlierenzauer                                                                        | Severin Freund                                                                         | Thomas Morgenstern                                                                     |
| 18. | 5 lutego 2012    | Trampolino Dal Ben | HS134 | nocny | Kamil Stoch                                                                                  | Gregor Schlierenzauer                                                                  | Anders Bardal                                                                          |
| 19. | 12 stycznia 2019 | Trampolino Dal Ben | HS135 | nocny | Ryōyū Kobayashi                                                                              | Dawid Kubacki                                                                          | Kamil Stoch                                                                            |
| 20. | 13 stycznia 2019 | Trampolino Dal Ben | HS135 | nocny | Dawid Kubacki                                                                                | Stefan Kraft                                                                           | Kamil Stoch                                                                            |
| 21. | 11 stycznia 2020 | Trampolino Dal Ben | HS104 | nocny | Karl Geiger                                                                                  | Stefan Kraft                                                                           | Dawid Kubacki                                                                          |
| 22. | 12 stycznia 2020 | Trampolino Dal Ben | HS104 | nocny | Karl Geiger                                                                                  | Stefan Kraft                                                                           | Dawid Kubacki                                                                          |

### Kobiety
| Lp | Data             | Skocznia           | HS    | Uwagi | 1. miejsce        | 2. miejsce       | 3. miejsce     |
| -- | ---------------- | ------------------ | ----- | ----- | ----------------- | ---------------- | -------------- |
| 1. | 14 stycznia 2012 | Trampolino Dal Ben | HS106 | —     | Sarah Hendrickson | Daniela Iraschko | Anette Sagen   |
| 2. | 15 stycznia 2012 | Trampolino Dal Ben | HS106 | —     | Sarah Hendrickson | Daniela Iraschko | Ulrike Gräßler |

## Najwięcej razy na podium w konkursach indywidualnych
Uwzględnieni zawodnicy, którzy zdobyli minimum 2 miejsca na podium (stan na 12 stycznia 2020)
| Miejsce | Zawodnik              | Zwycięstwa | 2. miejsca | 3. miejsca | Razem |
| ------- | --------------------- | ---------- | ---------- | ---------- | ----- |
| 1.      | Andreas Widhölzl      | 2          | 1          | 2          | 5     |
| 2.      | Adam Małysz           | 2          | 0          | 0          | 2     |
| 2.      | Tom Hilde             | 2          | 0          | 0          | 2     |
| 2.      | Karl Geiger           | 2          | 0          | 0          | 2     |
| 5.      | Dawid Kubacki         | 1          | 1          | 2          | 4     |
| 6.      | / Jens Weißflog       | 1          | 1          | 0          | 2     |
| 6.      | Jani Soininen         | 1          | 1          | 0          | 2     |
| 6.      | Martin Schmitt        | 1          | 1          | 0          | 2     |
| 6.      | Gregor Schlierenzauer | 1          | 1          | 0          | 2     |
| 10.     | Kamil Stoch           | 1          | 0          | 2          | 3     |
| 11.     | Noriaki Kasai         | 1          | 0          | 1          | 2     |
| 12.     | Stefan Kraft          | 0          | 3          | 0          | 3     |
| 13.     | Simon Ammann          | 0          | 1          | 1          | 2     |
| 13.     | Thomas Morgenstern    | 0          | 1          | 1          | 2     |
| 15.     | Andreas Goldberger    | 0          | 0          | 3          | 3     |

## Najwięcej razy na podium według państw
Stan na 12 stycznia 2020
| Miejsce | Państwo        | Zwycięstwa | 2. miejsca | 3. miejsca | Razem |
| ------- | -------------- | ---------- | ---------- | ---------- | ----- |
| 1.      | Austria        | 6          | 7          | 7          | 20    |
| 2.      | Niemcy         | 4          | 3          | 0          | 7     |
| 3.      | Polska         | 4          | 1          | 4          | 9     |
| 4.      | Finlandia      | 2          | 3          | 1          | 6     |
| 5.      | Norwegia       | 2          | 2          | 2          | 6     |
| 6.      | Japonia        | 2          | 1          | 3          | 6     |
| 7.      | Włochy         | 1          | 0          | 1          | 2     |
| 8.      | Czechosłowacja | 1          | 0          | 0          | 1     |
| 9.      | Słowenia       | 0          | 2          | 0          | 2     |
| 10.     | Szwajcaria     | 0          | 1          | 3          | 4     |
| 11.     | Szwecja        | 0          | 1          | 1          | 2     |
| 12.     | NRD            | 0          | 1          | 0          | 1     |